# Bocha nos Jogos Paralímpicos de Verão de 2016 – Duplas mistas BC4
A competição duplas mistas BC4 da bocha nos Jogos Paralímpicos de Verão de 2016 ocorreu em 13 de setembro no Riocentro. A medalha de ouro foi para a Eslováquia, representada por Robert Durkovic, Michaela Balcova e Samuel Andrejcik, após derrotar os brasileiros Dirceu Pinto, Eliseu dos Santos e Marcelo dos Santos por 4 a 2.

## Fase final
|  | Semifinal | Semifinal        | Semifinal |  |  | Final               | Final               | Final               |
|  |           |                  |           |  |  |                     |                     |                     |
|  | 1         | GBR Grã-Bretanha | 2         |  |  |                     |                     |                     |
|  | 4         | BRA Brasil       | 4         |  |  |                     |                     |                     |
|  |           |                  |           |  |  | 4                   | BRA Brasil          | 2                   |
|  |           |                  |           |  |  | 3                   | SVK Eslováquia      | 4                   |
|  | 3         | SVK Eslováquia   | 6         |  |  |                     |                     |                     |
|  | 2         | THA Tailândia    | 1         |  |  | Disputa pelo bronze | Disputa pelo bronze | Disputa pelo bronze |
|  |           |                  |           |  |  | 2                   | THA Tailândia       | 3                   |
|  |           |                  |           |  |  | 1                   | GBR Grã-Bretanha    | 2                   |

## Fase eliminatória

### Grupo A
| Bocha nos Jogos Paralímpicos de Verão de 2016 - Duplas mistas BC4 - Grupo A | Bocha nos Jogos Paralímpicos de Verão de 2016 - Duplas mistas BC4 - Grupo A | Bocha nos Jogos Paralímpicos de Verão de 2016 - Duplas mistas BC4 - Grupo A | Bocha nos Jogos Paralímpicos de Verão de 2016 - Duplas mistas BC4 - Grupo A | Bocha nos Jogos Paralímpicos de Verão de 2016 - Duplas mistas BC4 - Grupo A | Bocha nos Jogos Paralímpicos de Verão de 2016 - Duplas mistas BC4 - Grupo A | Bocha nos Jogos Paralímpicos de Verão de 2016 - Duplas mistas BC4 - Grupo A | Bocha nos Jogos Paralímpicos de Verão de 2016 - Duplas mistas BC4 - Grupo A | Bocha nos Jogos Paralímpicos de Verão de 2016 - Duplas mistas BC4 - Grupo A | Bocha nos Jogos Paralímpicos de Verão de 2016 - Duplas mistas BC4 - Grupo A | Bocha nos Jogos Paralímpicos de Verão de 2016 - Duplas mistas BC4 - Grupo A | Bocha nos Jogos Paralímpicos de Verão de 2016 - Duplas mistas BC4 - Grupo A | Bocha nos Jogos Paralímpicos de Verão de 2016 - Duplas mistas BC4 - Grupo A | Bocha nos Jogos Paralímpicos de Verão de 2016 - Duplas mistas BC4 - Grupo A | Bocha nos Jogos Paralímpicos de Verão de 2016 - Duplas mistas BC4 - Grupo A | Bocha nos Jogos Paralímpicos de Verão de 2016 - Duplas mistas BC4 - Grupo A | Bocha nos Jogos Paralímpicos de Verão de 2016 - Duplas mistas BC4 - Grupo A |
| Pos                                                                         | País                                                                        | Jogadores                                                                   | J                                                                           | V                                                                           | E                                                                           | D                                                                           | PP                                                                          | PC                                                                          | SP                                                                          | Pts                                                                         | H2H                                                                         | Jogador                                                                     | Reino Unido                                                                 | Eslováquia                                                                  | Hong Kong                                                                   | Portugal                                                                    |
| --------------------------------------------------------------------------- | --------------------------------------------------------------------------- | --------------------------------------------------------------------------- | --------------------------------------------------------------------------- | --------------------------------------------------------------------------- | --------------------------------------------------------------------------- | --------------------------------------------------------------------------- | --------------------------------------------------------------------------- | --------------------------------------------------------------------------- | --------------------------------------------------------------------------- | --------------------------------------------------------------------------- | --------------------------------------------------------------------------- | --------------------------------------------------------------------------- | --------------------------------------------------------------------------- | --------------------------------------------------------------------------- | --------------------------------------------------------------------------- | --------------------------------------------------------------------------- |
| 1 Q                                                                         | GBR Grã-Bretanha                                                            | Stephen Maguire Evie Edwards Kieran Steer                                   | 3                                                                           | 2                                                                           | 1                                                                           | 0                                                                           | 17                                                                          | 8                                                                           | +29                                                                         | 8                                                                           | H2H                                                                         | Reino Unido                                                                 |                                                                             | 4-2                                                                         | 2-2                                                                         | 11-4                                                                        |
| 2 Q                                                                         | SVK Eslováquia                                                              | Robert Durkovic Michaela Balcova Samuel Andrejcik                           | 3                                                                           | 2                                                                           | 0                                                                           | 1                                                                           | 14                                                                          | 9                                                                           | +5                                                                          | 7                                                                           | H2H                                                                         | Eslováquia                                                                  | 2-4                                                                         |                                                                             | 4-1                                                                         | 8-4                                                                         |
| 3                                                                           | HKG Hong Kong                                                               | Wong Kwan Hang Leung Yuk Wing Lau Wai Yan                                   | 3                                                                           | 1                                                                           | 1                                                                           | 1                                                                           | 9                                                                           | 8                                                                           | −1                                                                          | 6                                                                           | H2H                                                                         | Hong Kong                                                                   | 2-2                                                                         | 1-4                                                                         |                                                                             | 6-2                                                                         |
| 4                                                                           | POR Portugal                                                                | Pedro Clara Domingos Vieira Carla Oliveira                                  | 3                                                                           | 0                                                                           | 1                                                                           | 2                                                                           | 10                                                                          | 25                                                                          | −15                                                                         | 4                                                                           | H2H                                                                         | Portugal                                                                    | 4-11                                                                        | 4-8                                                                         | 2-6                                                                         |                                                                             |

### Grupo B
| Bocha nos Jogos Paralímpicos de Verão de 2016 - Duplas mistas BC3 - Grupo B | Bocha nos Jogos Paralímpicos de Verão de 2016 - Duplas mistas BC3 - Grupo B | Bocha nos Jogos Paralímpicos de Verão de 2016 - Duplas mistas BC3 - Grupo B | Bocha nos Jogos Paralímpicos de Verão de 2016 - Duplas mistas BC3 - Grupo B | Bocha nos Jogos Paralímpicos de Verão de 2016 - Duplas mistas BC3 - Grupo B | Bocha nos Jogos Paralímpicos de Verão de 2016 - Duplas mistas BC3 - Grupo B | Bocha nos Jogos Paralímpicos de Verão de 2016 - Duplas mistas BC3 - Grupo B | Bocha nos Jogos Paralímpicos de Verão de 2016 - Duplas mistas BC3 - Grupo B | Bocha nos Jogos Paralímpicos de Verão de 2016 - Duplas mistas BC3 - Grupo B | Bocha nos Jogos Paralímpicos de Verão de 2016 - Duplas mistas BC3 - Grupo B | Bocha nos Jogos Paralímpicos de Verão de 2016 - Duplas mistas BC3 - Grupo B | Bocha nos Jogos Paralímpicos de Verão de 2016 - Duplas mistas BC3 - Grupo B | Bocha nos Jogos Paralímpicos de Verão de 2016 - Duplas mistas BC3 - Grupo B | Bocha nos Jogos Paralímpicos de Verão de 2016 - Duplas mistas BC3 - Grupo B | Bocha nos Jogos Paralímpicos de Verão de 2016 - Duplas mistas BC3 - Grupo B | Bocha nos Jogos Paralímpicos de Verão de 2016 - Duplas mistas BC3 - Grupo B | Bocha nos Jogos Paralímpicos de Verão de 2016 - Duplas mistas BC3 - Grupo B |
| Pos                                                                         | País                                                                        | Jogadores                                                                   | J                                                                           | V                                                                           | E                                                                           | D                                                                           | PP                                                                          | PC                                                                          | SD                                                                          | Pts                                                                         | H2H                                                                         | Jogador                                                                     | Tailândia                                                                   | Brasil                                                                      | Canadá                                                                      | China                                                                       |
| --------------------------------------------------------------------------- | --------------------------------------------------------------------------- | --------------------------------------------------------------------------- | --------------------------------------------------------------------------- | --------------------------------------------------------------------------- | --------------------------------------------------------------------------- | --------------------------------------------------------------------------- | --------------------------------------------------------------------------- | --------------------------------------------------------------------------- | --------------------------------------------------------------------------- | --------------------------------------------------------------------------- | --------------------------------------------------------------------------- | --------------------------------------------------------------------------- | --------------------------------------------------------------------------- | --------------------------------------------------------------------------- | --------------------------------------------------------------------------- | --------------------------------------------------------------------------- |
| 1 Q                                                                         | THA Tailândia                                                               | Pornchok Larpyen Luanchan Phonsila Chaloemphon Tanbut                       | 3                                                                           | 3                                                                           | 0                                                                           | 0                                                                           | 17                                                                          | 8                                                                           | +9                                                                          | 9                                                                           | H2H                                                                         | Tailândia                                                                   |                                                                             | 4-2                                                                         | 7-3                                                                         | 6-2                                                                         |
| 2 Q                                                                         | BRA Brasil                                                                  | Dirceu Pinto Eliseu dos Santos Marcelo dos Santos                           | 3                                                                           | 1                                                                           | 1                                                                           | 1                                                                           | 10                                                                          | 11                                                                          | -5                                                                          | 6                                                                           | H2H                                                                         | Brasil                                                                      | 2-4                                                                         |                                                                             | 4-3                                                                         | 4-4                                                                         |
| 3                                                                           | CAN Canadá                                                                  | Marco Dispaltro Alsion Levine Iulian Ciobanu                                | 3                                                                           | 1                                                                           | 0                                                                           | 2                                                                           | 9                                                                           | 13                                                                          | −4                                                                          | 5                                                                           | H2H                                                                         | Canadá                                                                      | 3-7                                                                         | 3-4                                                                         |                                                                             | 3-2                                                                         |
| 4                                                                           | CHN China                                                                   | Lin Ximei Zheng Yuansen                                                     | 3                                                                           | 0                                                                           | 1                                                                           | 2                                                                           | 8                                                                           | 13                                                                          | −5                                                                          | 4                                                                           | H2H                                                                         | China                                                                       | 2-6                                                                         | 4-4                                                                         | 2-3                                                                         |                                                                             |